# Mae Chan (huyện)
Mae Chan (tiếng Thái: แม่จัน) là một huyện (‘‘amphoe’’) ở phía bắc của tỉnh Chiang Rai, phía bắc Thái Lan.

## Địa lý
Các huyện giáp ranh (từ phía bắc theo chiều kim đồng hồ) là Mae Sai, Chiang Saen, Doi Luang, Mueang Chiang Rai và Mae Fa Luang của tỉnh Chiang Rai.

## Lịch sử
Huyện này được lập như một đơn vị thừa kế của Mueang Chiang Saen. Trung tâm ban đầu của Mueang sau này thành một phần của tiểu huyện Chiang Saen Luang, năm 1939. tiểu huyện đã được đổi tên thành Chiang Saen, còn huyện Chiang Saen đã được đổi tên thành Mae Chan.

## Hành chính
Huyện này được chia thành 11 phó huyện (tambon), các đơn vị này lại được chia thành 138 làng (muban). Có ba thị trấn  (thesaban tambon) - Mae Chan và Mae Kham mỗi đơn vị nằm trên một số vùng đất của tambon cùng tên, và Chan Chawa nằm trên một phần của tambon Chan Chawa và toàn bộ  ‘‘tambon’’  Chan Chawa Tai. Ngoài ra có 9 tổ chức hành chính tambon (TAO).
| Số TT | Tên             | Tên tiếng Thái | Số làng | Dân số |  |
| ----- | --------------- | -------------- | ------- | ------ |  |
| 1.    | Mae Chan        | แม่จัน           | 14      | 11.166 |  |
| 2.    | Chan Chawa      | จันจว้า          | 11      | 7.233  |  |
| 3.    | Mae Kham        | แม่คำ           | 13      | 11.569 |  |
| 4.    | Pa Sang         | ป่าซาง          | 15      | 13.039 |  |
| 5.    | San Sai         | สันทราย         | 9       | 2.419  |  |
| 6.    | Tha Khao Plueak | ท่าข้าวเปลือก     | 14      | 7.510  |  |
| 8.    | Pa Tueng        | ป่าตึง           | 22      | 22.139 |  |
| 10.   | Mae Rai         | แม่ไร่           | 8       | 8.072  |  |
| 11.   | Si Kham         | ศรีค้ำ           | 10      | 6.454  |  |
| 12.   | Chan Chawa Tai  | จันจว้าใต้        | 12      | 8.700  |  |
| 13.   | Chom Sawan      | จอมสวรรค์       | 10      | 4.285  |  |

Các con số mất là các tambo nay thuộc huyệnDoi Luang.